# Nochebuena

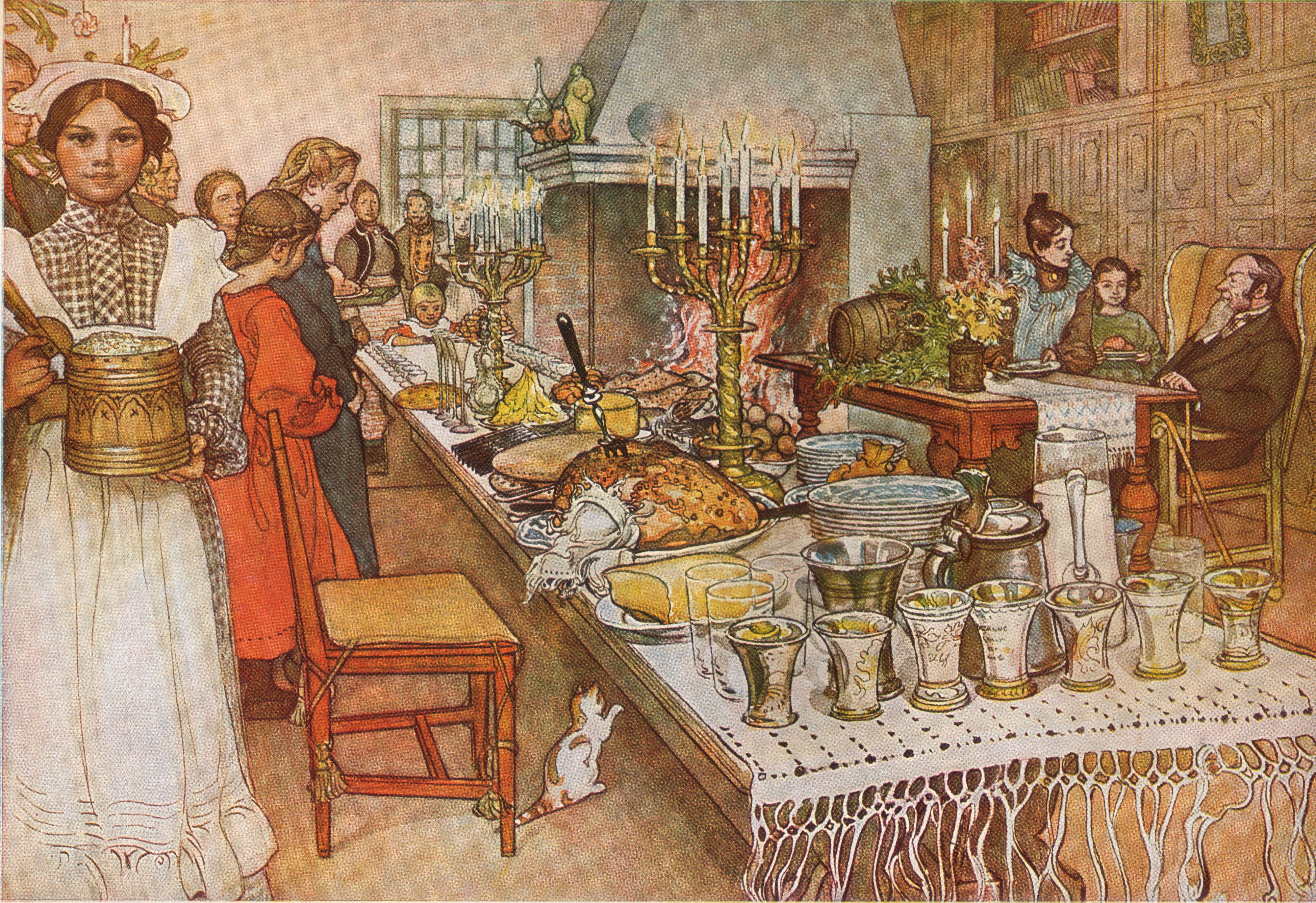
L'acquerello Vigilia di Natale o Nochebuena (1904) di Carl Larsson.

Nochebuena è una parola spagnola che fa riferimento alla notte della Vigilia di Natale e viene celebrata ogni anno il 24 dicembre. Per le culture latino-americane è spesso la festa più grande della stagione natalizia ed è la tradizione spagnola annuale. Nochebuena (letteralmente "la Buona Notte") è la parola spagnola che indica la Vigilia di Natale. Alcune regioni includono un digiuno prima della cena di mezzanotte. In Spagna, America Latina, nelle isole del Pacifico e nelle Filippine la serata consiste in una tradizionale cena di famiglia. Il maiale arrosto o lechón è spesso il centro della Nochebuena per le feste di tutto il mondo. Si crede che la tradizione risalga al XV secolo, quando i coloni dei Caraibi cacciavano i maiali e li arrostivano con una potente fiamma.

## Osservazioni

### Nel Pacifico
- Nelle Filippine, nelle Hawaii, e nelle isole native del Pacifico la cena tradizionale ha luogo a mezzanotte, dopo che la famiglia ha ascoltato la messa della tarda serata conosciuta come Misa de Gallo (alla quale a volte si fa riferimento come Misa de Aguinaldo, "messa dei regali"). Alcuni dei piatti più tradizionali serviti come portata principale includono: lechón, pancit, spaghetti dolci, pollo fritto, jamón, queso de bola, arróz caldo, lumpia, tacchino, relyenong bangus (pesce latte ripieno), adobo, riso al vapore e vari tipi di pane, come il pan de sal. I dessert includono ube halaya, bibingka, membrilyo, macedonia, varie torte a base di riso e farina, gelato, pasticcini e frutta, mentre accompagnano la festa bevande popolari come il tsokolate, così come caffè, soda, vino, birra e succhi di frutta.

Nelle isole i piatti includono kelaguen di gambero, granchio al cocco e polpo kadon, polpo stufato con peperoni dolci e latte di cocco. La carne di manzo è una rarità, ma un piatto popolare è il tinaktak, carne di manzo tritata nel latte di cocco

### In Europa
- In Spagna, la Nochebuena include una cena con la famiglia e gli amici. È particolarmente comune iniziare il pasto con un piatto di frutti di mare, seguito da una ciotola di zuppa calda fatta in casa e agnello o maiale arrosto. È inoltre comune mangiare dei dessert come il torrone.

### Nel Nordamerica
- Nella tradizione cubana e cubano-americana, il maiale viene a volte cotto in una Caja China, una grande scatola dove viene posto un intero maiale sotto le braci ardenti.[7] La cena comprende molti contorni e dessert e spesso si giocano delle partite di domino. La tradizione è portata avanti dalle famiglie cubane in Florida e negli Stati Uniti.[8]

La cena del 24, la vera e propria vigilia, è il centro delle celebrazioni. Quel giorno - potrebbe anche essere il 31 - per molti è importante indossare un nuovo capo d'abbigliamento, sia esso una giacca o un capo di biancheria intima.
La famiglia cubana non ha un orario prestabilito per la cena. È sì necessario, nella maggior parte dell'isola, farla in famiglia, ed è previsto che tutti siano al tavolo per iniziare ad assaggiare i frijoles negros dormidos [fagioli neri addormentati] e arroz blanco desgranado y reluciente [riso bianco tritato], la yoca con mojo [un contorno cubano fatto marinando la radice di yuca (anche nota come manioca) in aglio, arancia amara e olio d'oliva], il maiale arrosto o il guanajo ripieno o vuoto, assieme a dei dessert fatti in casa, come le frittelle di Natale, e una vasta gamma di dolci sciroppati e torrone spagnolo. La visita all'arcipelago da parte del Papa Giovanni Paolo II, nel 1998, ha incentivato lo Stato cubano, in un gesto di buona volontà, a dichiarare nuovamente il 25 dicembre come festività, cosa che non succedeva da diversi decenni.
- Nel Nuovo Messico e nelle aree di San Diego, California, la Nochebuena si celebra accendendo luminarias e farolitos.

### Nel Sudamerica
- La Nochebuena si celebra anche nella Vigilia di Natale con La Sangre de Navidad, e segna la serata finale delle celebrazioni delle Posadas;[9] in altre la cena viene servita con la famiglia di solito dopo aver partecipato alla messa della tarda serata conosciuta come Misa de Gallo.
- In Perù, la star della Nochebuena è un tacchino grande e succoso.[10]
- In Venezuela, normalmente le hallacas sono il piatto di base della Nochebuena, accanto al prosciutto o al cosciotto, conosciuto come "pernil", il panettone, il rum e la "Ponche Crema" (un tipo di zabaione alcolico). La notte è solitamente accompagnata dalle musiche tradizionali natalizie, conosciute come "aguinaldos"; in Venezuela, la musica tradizionale è conosciuta come joropo.[11]

## Nella cultura popolare
L'episodio della prima stagione di Elena di Avalor (2016), "Navidad", è incentrato sulla Nochebuena. Come parte del suo speciale "Dora's Christmas Carol Adventure", in Dora l'esploratrice è presente una canzone intitolata "Nochebuena" riguardante le celebrazioni dell'album musicale per lo speciale.